# Świadkowie Jehowy w Luksemburgu

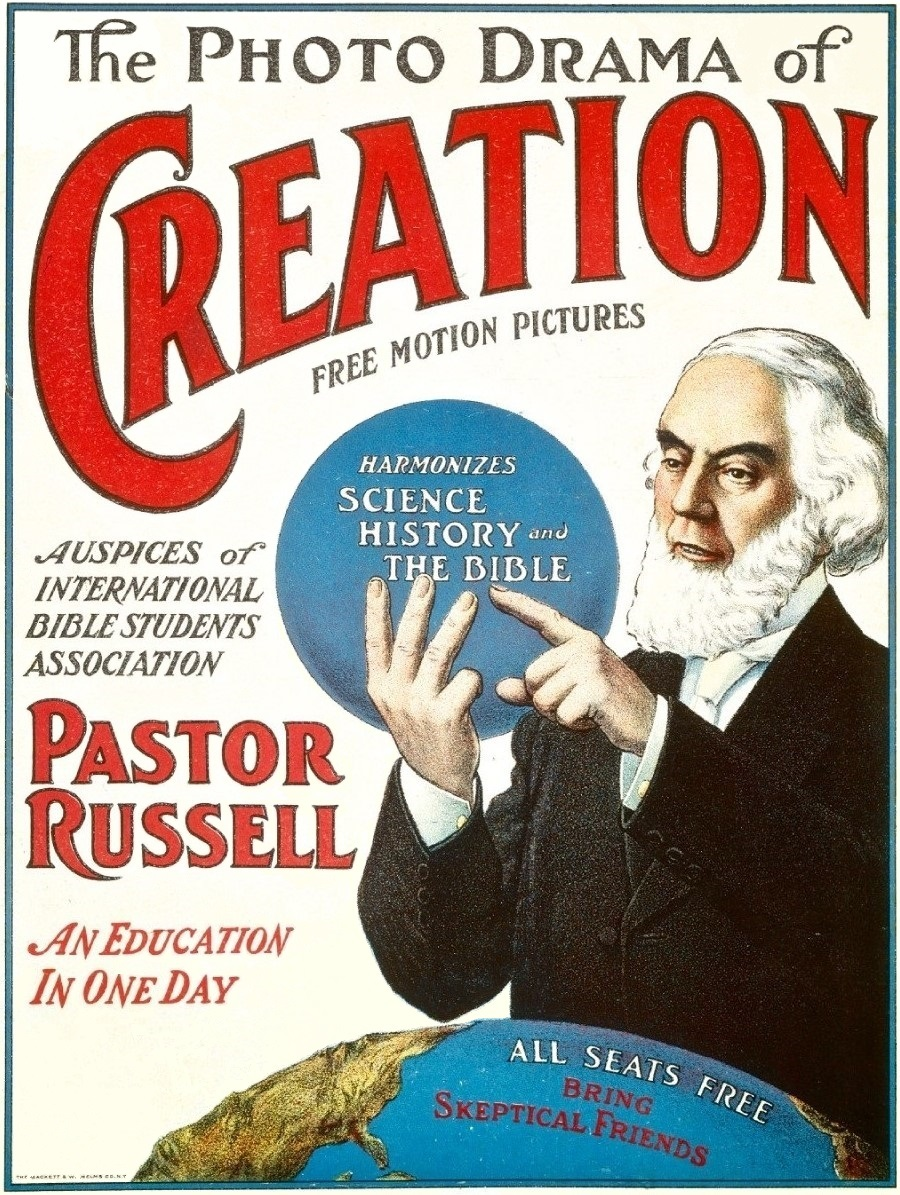
W 1930 roku na terenie kraju rozpoczęto wyświetlanie „Fotodramy stworzenia”

Świadkowie Jehowy w Luksemburgu – społeczność wyznaniowa w Luksemburgu, należąca do ogólnoświatowej wspólnoty Świadków Jehowy, licząca w 2023 roku 2183 głosicieli, należących do 31 zborów. Na dorocznej uroczystości Wieczerzy Pańskiej w 2023 roku zgromadziły się 3954 osoby. Od 2009 roku działalność miejscowych głosicieli koordynuje Środkowoeuropejskie Biuro Oddziału w Selters w Niemczech. Biuro Krajowe znajduje się w stolicy.

## Historia

### Początki
W latach 1922–1925 Badacze Pisma Świętego ze Strasburga rozpoczęli działalność kaznodziejską na terenie Luksemburga. Na przełomie lat 20. i 30. XX wieku działalność tę podejmowali wyznawcy z Niemiec, z Francji i ze Szwajcarii. W 1930 roku na terenie kraju rozpoczęto wyświetlanie „Fotodramy stworzenia”. W 1933 roku szwajcarskie Biuro Oddziału przejęło od niemieckiego nadzór nad działalnością w Luksemburgu, ponieważ w hitlerowskich Niemczech ją zdelegalizowano.
Od 1940 roku luksemburscy Świadkowie Jehowy znosili ostre prześladowania, a Victor Bruh został osadzony w obozach koncentracyjnych: w Buchenwaldzie, na Majdanku, w Oświęcimiu i w Ravensbrück.

### Powojenny rozwój działalności
6 lipca 1946 roku zarejestrowano działalność Towarzystwo Strażnica jako stowarzyszenia niedochodowego. Rejestracja ta została oficjalnie przyjęta i opublikowana 23 października 1946 oraz 4 listopada 1947. W tym czasie działalność kaznodziejską prowadziło 30 głosicieli. W 1947 roku kraj odwiedzili przedstawiciele Towarzystwa Strażnica ze Stanów Zjednoczonych.
W 1949 roku liczba głosicieli przekroczyła 50 osób. W tym samym roku do kraju przyjechali pierwsi misjonarze, absolwenci Szkoły Gilead. W 1953 roku liczba głosicieli przekroczyła 100 osób. W 1958 roku kilkuosobowa delegacja z Luksemburga obecna była na kongresie międzynarodowym pod hasłem „Wola Boża”. W 1960 roku kraj odwiedził po raz drugi Nathan H. Knorr, który wygłosił przemówienie do ponad pół tysiąca obecnych. Rok później liczba głosicieli przekroczyła 300 osób. W 1965 roku Luksemburg po raz kolejny odwiedził N.H. Knorr z okazji otwarcia Biura Oddziału i kongresu międzynarodowego pod hasłem „Słowo prawdy”, na którym obecnych było 3835 osób. Trzy lata później Knorr złożył wizytę ponownie.
W roku 1968 liczba głosicieli wyniosła 500, w 1982 – 1000, w 2010 – 2019, a w 2012 roku – 2097. W 2009 roku nadzór nad działalnością miejscowych Świadków Jehowy przejęło Środkowoeuropejskie Biuro Oddziału w Niemczech. W lipcu 2015 roku delegacja Świadków Jehowy z Luksemburga uczestniczyła w kongresie specjalnym pod hasłem „Naśladujmy Jezusa!” w belgijskiej Gandawie, w czerwcu 2017 roku w kongresie specjalnym pod hasłem „Nie poddawaj się!” w Wiedniu, a w 2019 roku w kongresach międzynarodowych pod hasłem „Miłość nigdy nie zawodzi!” w Miami i Saint Louis. W maju 2018 roku zorganizowano specjalną, weekendową, ogólnokrajową kampanię ewangelizacyjną. W lipcu 2021 roku zorganizowano pomoc humanitarną dla poszkodowanych przez powódź. W 2021 roku zanotowano liczbę 2203 głosicieli, a na uroczystości Wieczerzy Pańskiej zebrało się 4666 osób. W 2024 roku delegacje z Luksemburga brały udział w kongresach specjalnych pod hasłem „Głośmy dobrą nowinę!” w Czechach, we Francji, na Gwadelupie, w Stanach Zjednoczonych i w Szwajcarii.
Miejscowy zespół tłumaczy publikacje na język luksemburski.
Kongresy odbywają się w języku niemieckim i portugalskim.

## Grupa polskojęzyczna
Grupa polskojęzyczna działa w Steinsel.